# Open d'Europe de snooker
Ne doit pas être confondu avec Masters d'Europe de snooker.
L'Open d'Europe de snooker est un ancien tournoi annuel de snooker professionnel qui s'est déroulé dans diverses villes européennes entre 1989 et 2004. Il a été remplacé l'année suivante par la coupe de Malte.

## Historique
Introduit au cours de la saison 1988-1989, l’Open d'Europe est le premier tournoi comptant pour le classement mondial à se dérouler en dehors des îles Britanniques. Il résulte de la volonté de la WPBSA de promouvoir la discipline à l'international. 
La première édition a lieu à Deauville et est remportée par l'Anglais John Parrott aux dépens du Gallois Terry Griffiths dans la manche décisive sur le score de 9 à 8. 
L'édition suivante se tient au palais des sports de Gerland à Lyon. L'Open se déplace à Rotterdam en 1991 puis en Belgique jusqu'en 1995. Il est ensuite organisé à La Valette, Torquay et enfin à San Ġiljan pour la dernière édition en 2004. John Parrott et Stephen Hendry se partagent le plus grand nombre de titres avec trois succès chacun.

## Palmarès
| Année                  | Ville                  | Vainqueur              | Finaliste              | Score                  | Saison                 |
| Open d'Europe (classé) | Open d'Europe (classé) | Open d'Europe (classé) | Open d'Europe (classé) | Open d'Europe (classé) | Open d'Europe (classé) |
| ---------------------- | ---------------------- | ---------------------- | ---------------------- | ---------------------- | ---------------------- |
| 1989                   | Deauville              | John Parrott           | Terry Griffiths        | 9-8                    | 1988-1989              |
| 1990                   | Lyon                   | John Parrott           | Stephen Hendry         | 10-6                   | 1990-1991              |
| 1991                   | Rotterdam              | Tony Jones             | Mark Johnstone-Allen   | 9-7                    | 1991-1992              |
| 1992                   | Tongres                | Jimmy White            | Mark Johnstone-Allen   | 9-3                    | 1992-1993              |
| 1993                   | Anvers                 | Steve Davis            | Stephen Hendry         | 10-4                   | 1993-1994              |
| 1994                   | Anvers                 | Stephen Hendry         | Ronnie O'Sullivan      | 9-5                    | 1994-1995              |
| 1995                   | Anvers                 | Stephen Hendry         | John Parrott           | 9-4                    | 1995-1996              |
| 1996                   | La Valette             | John Parrott (3)       | Peter Ebdon            | 9-7                    | 1996-1997              |
| 1997                   | La Valette             | John Higgins           | John Parrott           | 9-5                    | 1997-1998              |
| 2001                   | La Valette             | Stephen Hendry (3)     | Joe Perry              | 9-2                    | 2001-2002              |
| 2003                   | Torquay                | Ronnie O'Sullivan      | Stephen Hendry         | 9-6                    | 2002-2003              |
| 2004                   | San Ġiljan             | Stephen Maguire        | Jimmy White            | 9-3                    | 2003-2004              |

| \| Deauville Lyon 1 3 2 La Valette Torquay San Ġiljan \| Autres sites de l'Open d'Europe : (1) Rotterdam, (2) Anvers, (3) Tongres |
| Deauville Lyon 1 3 2 La Valette Torquay San Ġiljan                                                                                |

## Bilan par pays
| Pays       | Joueurs | Total | Premier titre | Dernier titre |
| ---------- | ------- | ----- | ------------- | ------------- |
| Angleterre | 4       | 7     | 1989          | 2003          |
| Écosse     | 3       | 5     | 1994          | 2004          |